# Body Count (film, 1986)
Pour les articles homonymes, voir Body Count.
Pour plus de détails, voir Fiche technique et Distribution.
Body Count (Camping del terrore) est un film italien réalisé par Ruggero Deodato, sorti en 1986.

## Synopsis
Aux États-Unis, dans un camping perdu dans les bois, un jeune couple est abattu par un mystérieux assassin. Après le tragique événement, le camping est fermé, même si les gérants Julia, Robert et leur fils Ben décident de rester sur place. Ils se disputent souvent car Robert reproche à Julia d'être trop proche du shérif local Charlie. D'autre part, Robert se passionne pour un personnage légendaire, un shaman amérindien qui inhumaient des gens dans un cimetière à proximité.
Des années plus tard, un groupe de jeunes viennent au camping, le pensant toujours ouvert. Bientôt, le groupe est attaqué par un mystérieux assassin...

## Fiche technique
Sauf indication contraire, les informations mentionnées dans cette section peuvent être confirmées par la base de données cinématographiques IMDb,  présente dans la section « Liens externes ».
- Titre original italien : Camping del terrore
- Titre français : Body Count ou Le Camping de la mort[1]
- Réalisation : Ruggero Deodato
- Scénario : Alessandro Capone, Luca D'Alisera, Sheila Goldberg, Tommaso Mottola, Dardano Sacchetti
- Musique : Claudio Simonetti
- Photographie : Emilio Loffredo[2]
- Montage : Mario Morra[2]
- Effets spéciaux : Roberto Pace
- Production : Alessandro Fracassi
- Société de production : Racing Pictures, Overseas FilmGroup
- Société de distribution : Titanus Distribuzione
- Pays :  Italie
- Langue : Italien, Anglais
- Format : Couleur - Mono - 35 mm - 1.85:1
- Durée : 82 min
- Dates de sortie :
  - États-Unis : 28 octobre 1986 (sortie limitée)
  - Italie : 15 mai 1987
- Public : Interdit aux moins de 12 ans

## Distribution
- Mimsy Farmer : Julia Ritchie
- Bruce Penhall (VF : Pierre Laurent) : Dave Calloway
- David Hess (VF : Laurent Hilling) : Robert Ritchie
- John Steiner : Dr. Olsen
- Ivan Rassimov (VF : Richard Leblond) : le shérif adjoint Ted
- Nancy Brilli : Tracy
- Luisa Maneri : Carol
- Stefano Madia : Tony
- Charles Napier : le shérif Charlie
- Nicola Farron (VF : Jean-Louis Faure) : Ben Ritchie
- Elena Pompei : Sharon
- Andrew J. Lederer (VF : Daniel Lafourcade) : Sidney
- Valentina Forte : Pamela Hicks
- Sven Kruger : Scott

## Production
Au départ, c'est Alessandro Capone qui écrit le scénario initial et souhaite réaliser lui-même le film. Le producteur Alessandro Fracassi accepte le scénario mais demande à Dardano Sacchetti de le réviser et confie la réalisation à Ruggero Deodato.
Bien que l'action du film se déroule dans une région montagneuse non spécifiée aux États-Unis, les prises de vue en extérieur ont été faites en Italie, aux cascades de Monte Gelato dans la municipalité de Mazzano Romano et à Rigopiano (it) près de Campo Imperatore. Le tournage, qui s'est déroulé d'octobre à novembre 1985, a été particulièrement difficile en raison de l'impréparation de l'équipe à l'environnement montagnard et aux mauvaises conditions météorologiques. Alors que l'équipe atteint la plaine de Gran Sasso pour commencer à tourner, une tempête de neige les oblige à battre en retraite vers un hôtel à Penne à une centaine de kilomètres de là. Le scénario a été constamment réécrit au fur et à mesure que le tournage progressait.